# Circondario del Muldental
Il circondario del Muldental  (in tedesco Muldentalkreis) era un circondario della Germania, esistito dal 1994 fino alla riforma amministrativa del land della Sassonia entrata in vigore il 1º agosto del 2008.
La sede amministrativa era posta nella città di Grimma.

## Storia
Fu creato nel 1994 dall'unione dei circondari di Grimma e Wurzen. Il nome origina da quello del fiume Mulde che attraversava il territorio del circondario da sud a nord.
Il 1º agosto 2008 fu unito con il circondario del Leipziger Land, a formare il nuovo circondario di Lipsia.

## Suddivisione (al 31 luglio 2008)

### Città
- Bad Lausick
- Brandis
- Colditz
- Grimma
- Mutzschen
- Naunhof
- Nerchau
- Trebsen/Mulde
- Wurzen

### Comuni
- Belgershain
- Bennewitz
- Borsdorf
- Falkenhain
- Großbothen
- Hohburg
- Machern
- Otterwisch
- Parthenstein
- Thallwitz
- Thümmlitzwalde
- Zschadraß

### Comunità amministrative
- Verwaltungsgemeinschaft Bad Lausick, con i comuni di Bad Lausick e Otterwisch.
- Verwaltungsgemeinschaft Naunhof, con i comuni di Naunhof, Belgershain e Parthenstein.